# جيمس كينغ (موسيقي)
جيمس كينغ (بالإنجليزية: James King)‏ هو موسيقي ومغني أوبرا ومغني أمريكي، ولد في 22 مايو 1925 في دودج سيتي في الولايات المتحدة، وتوفي في 20 نوفمبر 2005 في نيبلز في الولايات المتحدة.

## وصلات خارجية
- جيمس كينغ على موقع IMDb (الإنجليزية)
- جيمس كينغ على موقع ميوزك برينز (الإنجليزية)
- جيمس كينغ على موقع أول ميوزيك (الإنجليزية)
- جيمس كينغ على موقع ديسكوغز (الإنجليزية)
- جيمس كينغ على موقع قاعدة بيانات الفيلم (الإنجليزية)